# Carlo Allioni
Carlo Allioni (Torí, 23 de setembre de 1728 - Torí, 30 de juliol de 1804) va ser un metge i botànic italià. La seva obra més important va ser Flora Pedemontana, sive enumeratio methodica stirpium indigenarum Pedemontii de 1755, un estudi de la flora del Piemont on llista 2.813 espècies de plantes, de les quals 237 eren desconegudes prèviament. El 1766 publicà Manipulus Insectorum Tauriniensium.
L'abil de 1758 va ser escollit membre de la Royal Society.
Va ser professor de botànica a la Universitat de Torí i també director del jardí Botànic de Torí.
Linnaeus va donar el nom d'Allioni algènere Allionia (Nyctaginaceae). Igualment Per Axel Rydberg donà el nom al gènere Allioniella (actualment Mirabilis). Altres noms en honor d'Allioni són:
- Arabis allionii
- Jovibarba allioni
- Primula allioni
- Veronica allionii

## Algunes obres
- Flora Pedemontana, sive, Enumeratio methodica stirpium indigenarum Pedemontii (1755)
- Auctarium ad floram Pedemontanam cum notis et emendationibus (1789)
- Stirpium praecipuarum littoris et agri Nicaeensis Enumeratio methodica cum Elencho aliquot anirnalium ejusdem maris (1757)

Abreujatura com a botànic: All.

## Abreviatura
L'abreviatura Allioni es fa servir per indicar  Carlo Allioni com autoritat en la descripció i taxonomia dins la zoologia.